# JK Sadam Tallinn
El JK Sadam Tallinn (en español: Puerto de Tallin), también conocido como JK Tallinna Sadam, era un club de fútbol de Keila, cerca de Tallin. Fue fundado en 1991 y desapareció en 1999 tras fusionarse con el FC Levadia Maardu.

## Historia
El Sadam Tallinn fue fundado tras la independencia del país, en 1991. Después de dos ascensos consecutivos, la temporada 1993/94 debutó en la máxima categoría estonia, la Meistriliiga.
En 1996 ganó su primer trofeo, la Copa de Estonia, título que revalidó en 1997. Ese mismo año ganó la primera edición de la Supercopa de Estonia. Las dos temporadas siguientes fue subcampeón de liga, por detrás del FC Flora Tallinn. A finales de 1998 se fusionó con el recién ascendido FC Levadia, club que ha ganado la Meistriliiga en varias ocasiones.

## Uniforme
- Uniforme titular: Camiseta azul, pantalón negro, medias azules.

## Temporadas
| Año   | División | Posición | Goles +/- | Puntos |
| ----- | -------- | -------- | --------- | ------ |
| 1992  | III      | 2        | + 1       | 4      |
| 92/93 | II       | 2        | +38       | 26     |
| 93/94 | I        | 5        | +12       | 25     |
| 94/95 | I        | 4        | +18       | 25     |
| 95/96 | I        | 4        | + 7       | 21     |
| 96/97 | I        | 3        | + 4       | 24     |
| 97/98 | I        | 2        | +27       | 31     |
| 1998  | I        | 2        | +38       | 34     |

## Palmarés

### Títulos nacionales
- Copa de Estonia (2): 1997, 1996
- Supercopa de Estonia (1): 1997

## Participación en competiciones de la UEFA
| Temporada | Torneo                | Ronda             | Club              | Casa | Visita | Global  |
| --------- | --------------------- | ----------------- | ----------------- | ---- | ------ | ------- |
| 1996/97   | UEFA Cup Winners' Cup | 1ª Clasificatoria | FC Nyva Vinnytsia | 2–1  | 0–1    | 2-2 (a) |
| 1997/98   | UEFA Cup Winners' Cup | 1ª Clasificatoria | Belshina Bobruisk | 1–1  | 1–4    | 2-5     |
| 1998/99   | UEFA Cup              | 1ª Clasificatoria | Polonia Warszawa  | 0–2  | 1–3    | 1-5     |